# Annia Gómez Cárdenas
Annia Sarahí Gómez Cárdenas (6 de julio de 1983) es una política mexicana, miembro del Partido Acción Nacional. Ha sido electa diputada federal en 2018 y reelecta en 2021.

## Biografía
Annia Gómez Cárdenas es licenciada en Ciencias Políticas egresada por la Universidad Autónoma de Nuevo León, y cuenta con estudios en curso de maestría en Gobierno y Fiscalización Pública.
En la estructura del PAN estatal en Nuevo León, ha ocupado cargos entre los que están secretaria de Promoción Política de la Mujer y consejera estatal y nacional. Entre 2010 y 2016 fue funcionaria del Congreso del Estado de Nuevo León; en la LXII Legislatura desde 2010 hasta 2012 fue asistente de una diputado, y en las legislaturas LXIII y LXIV fue coordinadora del Centro de Estudios Legislativos, desde 2012 hasta 2016.
En 2018 fue electa en primera ocasión diputada federal por el Distrito 6 de Nuevo León, fungiendo como tal en la LXIV Legislatura y en donde fue secretaria de la comisión de Cultura y Cinematografía; e integrante de las comisiones de Educación; y, de Relaciones Exteriores.
En 2021 fue reelecta para el mismo cargo en representación del mismo distrito, en esta ocasión a la LXV Legislatura, que culminará en 2024.